# Harm Timmermans

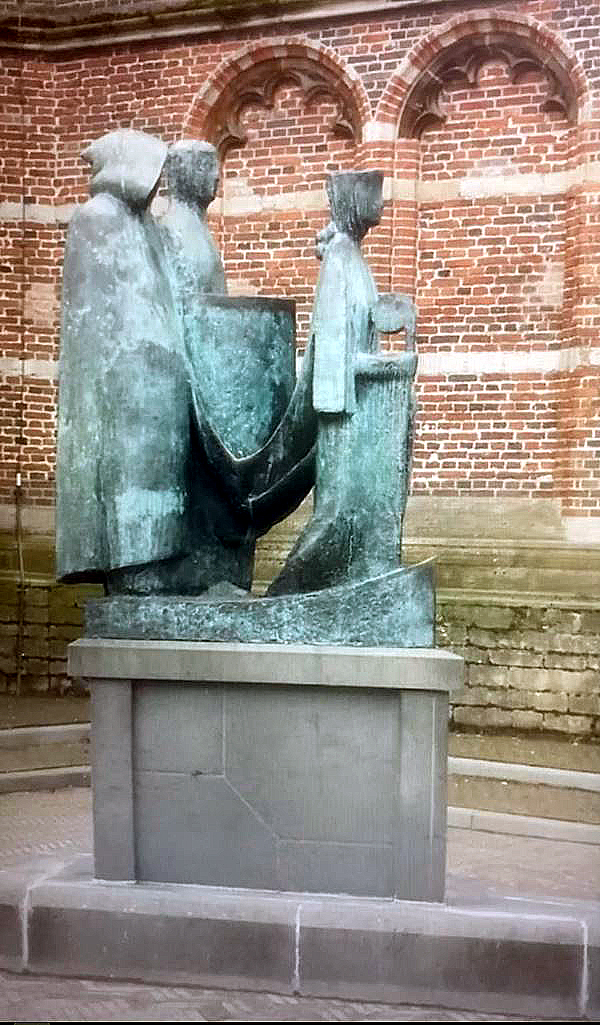
Tempelier, Johannieter, Abdis van Thorn

Harm Timmermans (Loon op Zand, 1946) is een Nederlands beeldhouwer en medailleur.

## Leven en werk
Harm Timmermans studeerde aan de Koninklijke Academie voor Kunst en Vormgeving in 's-Hertogenbosch, de Jan van Eyck Academie in Maastricht en aan de Accademia di Brella Arti di Brera in Milaan. Hij was een leerling van Marius van Beek, Arthur Spronken, Luciano Minguzzi en Marino Marini.
Timmermans maakt figuratief beelden in brons, lood, polyester en steen. Zijn werk is vooral in Noord-Brabant te vinden. Timmermans geeft les bij Atelier '78 in Goirle. Hij exposeerde onder meer in duo-exposities met Riky Schellart (1980) en Thieu Holla (1981) en tijdens een groepsexpositie met de Brabantse beeldhouwers Diana Deege, Jos Kalis, Frans van Lint en Frits Schemmers in Emmeloord (1981).

## Enkele werken
- 1973: Kind op paard, Rembrandtpark, Waalwijk.[6] hoogte: 2,40 m
- ca. 1975: Hurkende vrouw of Meditatie, Lindehoekpark aan de Gemullenhoekenweg, Oisterwijk.[7] hoogte: 1,60 m, arduin
- 1984: Gevleugelde vrijheid, Gemullenhoekenweg, Oisterwijk.[8] hoogte: 3,00 m, brons
- 1986: drie historische figuren: Tempelier, Johannieter en de Abdis van Thorn, Markt, Oosterhout.[9] hoogte: 3,50 m, brons
- 1994: Maria met kind, De Lind, Oisterwijk. Geplaatst aan de gevel van het gemeentehuis, op de hoek van de eerste verdieping.
- 1997: Regenten of De heren van de Gemeynt, Biestsestraat, tegenover de Sint-Antonius van Paduakerk, Biest-Houtakker. hoogte: 2,00 m, brons
- 2001: Het verstrijken van de Tijd of Vrouwengroep, Hoogstraat, Oisterwijk. hoogte 2,50m, brons
- 2002: Splijtplaats der winden, Hoge Wal, Goirle. Vier beelden, elk 2,50 m hoog, brons.[10]
- 2006: Poortwachter, mannenfiguur aan het Theo Vogelspad in Hilvarenbeek.[11] hoogte: 4 m, brons
- Zonneschijf voor het gemeentekantoor in Oisterwijk. hoogte: 3,80 m, gepolijst mangaanbrons
- Koningin van de Hemel voor het Taleninstituut Regina Coeli in Vught. hoogte: 1,50 m, arduin
- Steltloper bij Bernardusschool in Best. hoogte: 1,20 m, brons
- Horizon, bij uitvaartcentrum Dela, Oisterwijk. 2,50 x 3,50 m, brons en hardsteen
- Flora, bij hotel de Swaen aan de Lind in Oisterwijk. hoogte: 1,50 m, brons
- Stier voor het Productschap voor Vee en Vlees in Rijswijk. hoogte: 1,30 m, brons
- Slakkenhuis voor Woningbouwvereniging Vught. hoogte: 2,20 m, jura
- Fontein bij Pavaan Verzekeringen in Capelle aan de IJssel. hoogte: 4,50 m, roestvast staal

Penningen
- 2011: Friedrich Nietzsche-penning.[12]
- 2012: penning 800 jaar stadsrechten Oisterwijk 1212-2012.
- 2012: VRC-jaarpenning, in opdracht van de Vereniging van Rotterdamse Cargadoors.[13]

### Werk in het buitenland
- Familiegroep voor de faculteit Tandheelkunde van de Universiteit van Dar es Salaam, Tanzania. hoogte: 1,60 m, hardsteen
- Boot voor de faculteit Wis-en Natuurkunde. lengte: 5,80 m, hardsteen
- Twee schimmen, bij Kasteel De Naeyer in Heizijde, België. hoogte: 3,50 m, polyester.

## Tentoonstellingen
- Noordbrabants Museum 's-Hertogenbosch
- Amstelpark, Amsterdam, groepstentoonstelling
- Galerie Nikh, Tilburg
- Auxiliatrixpark, Venlo
- Galerie VanAerts/ Jozef Jansen, Vessem
- Galerie 2000, Oisterwijk
- Interart galerie en beeldentuin, Heeswijk- Dinther
- De groene Poort, Boxtel
- Galerie Melk, Hoorn, Texel
- Galerie HeArt, Oisterwijk
- Galerie Des Beaux Arts, Heeze
- Kunsthandel De Boer, Amsterdam
- Art & Antiques Fair, ‘s-Hertogenbosch
- Gemeentehuis Goirle
- Galerie Van Loon, Oisterwijk
- Galerie De Verbeelding, Baarle-Nassau
- Galerie Smashing Colours, Poppel
- Galerie Carla Aarts, Goirle
- Faxx, Tilburg
- Business Art Service, Made

## Galerij

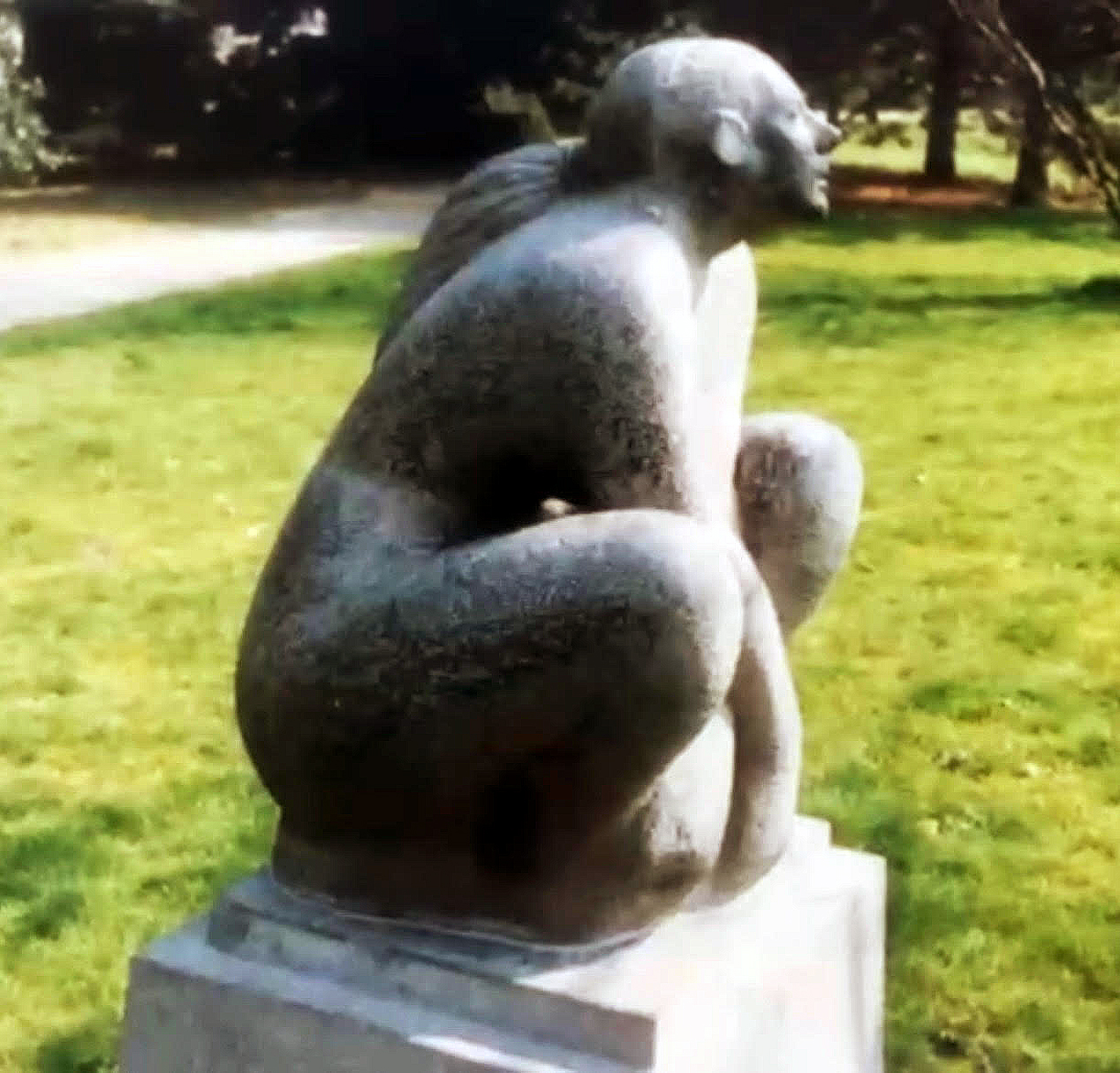
Hurkende vrouw of Meditatie (ca. 1975), Oisterwijk
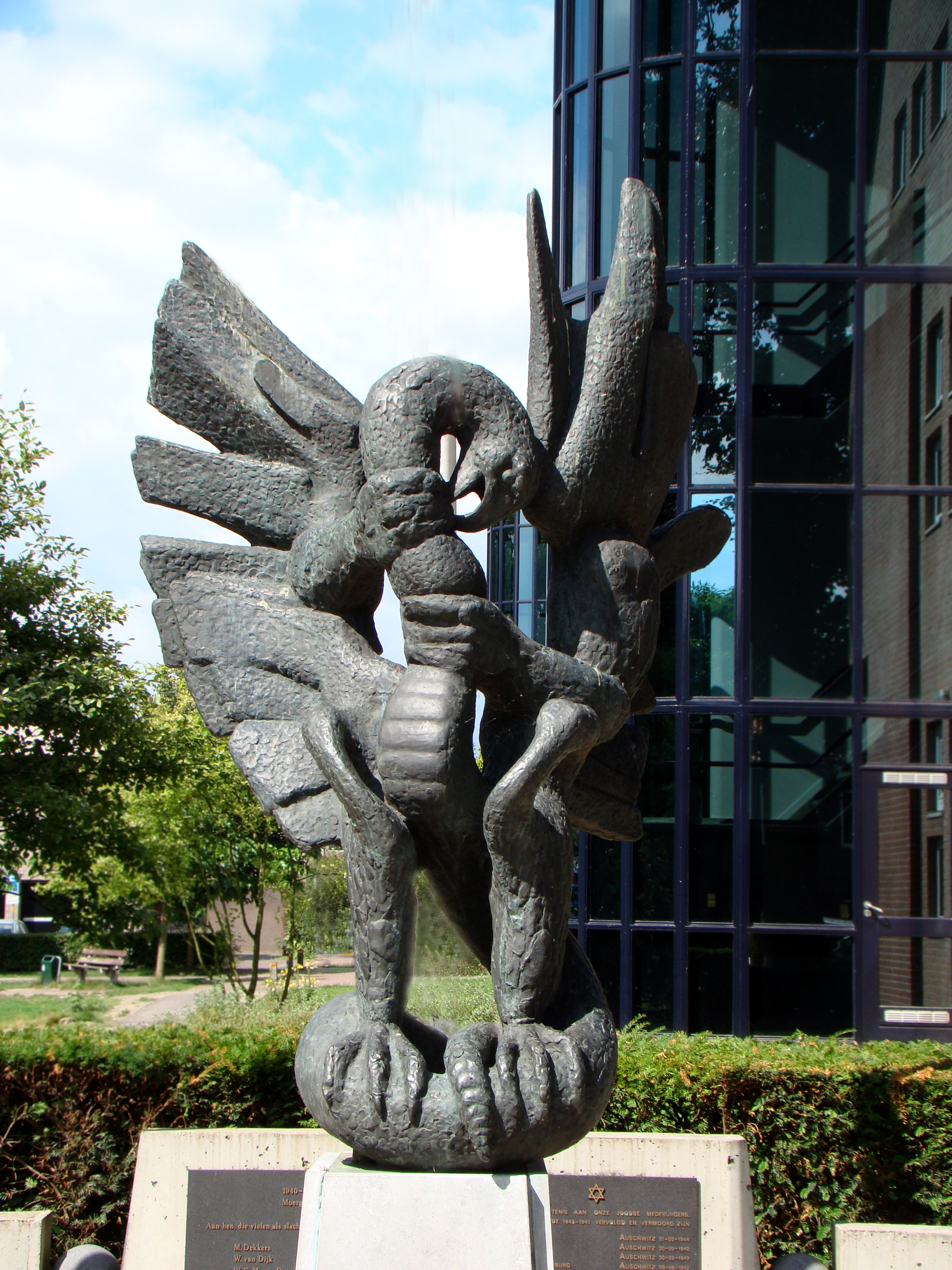
Gevleugelde Vrijheid (1984), Oisterwijk
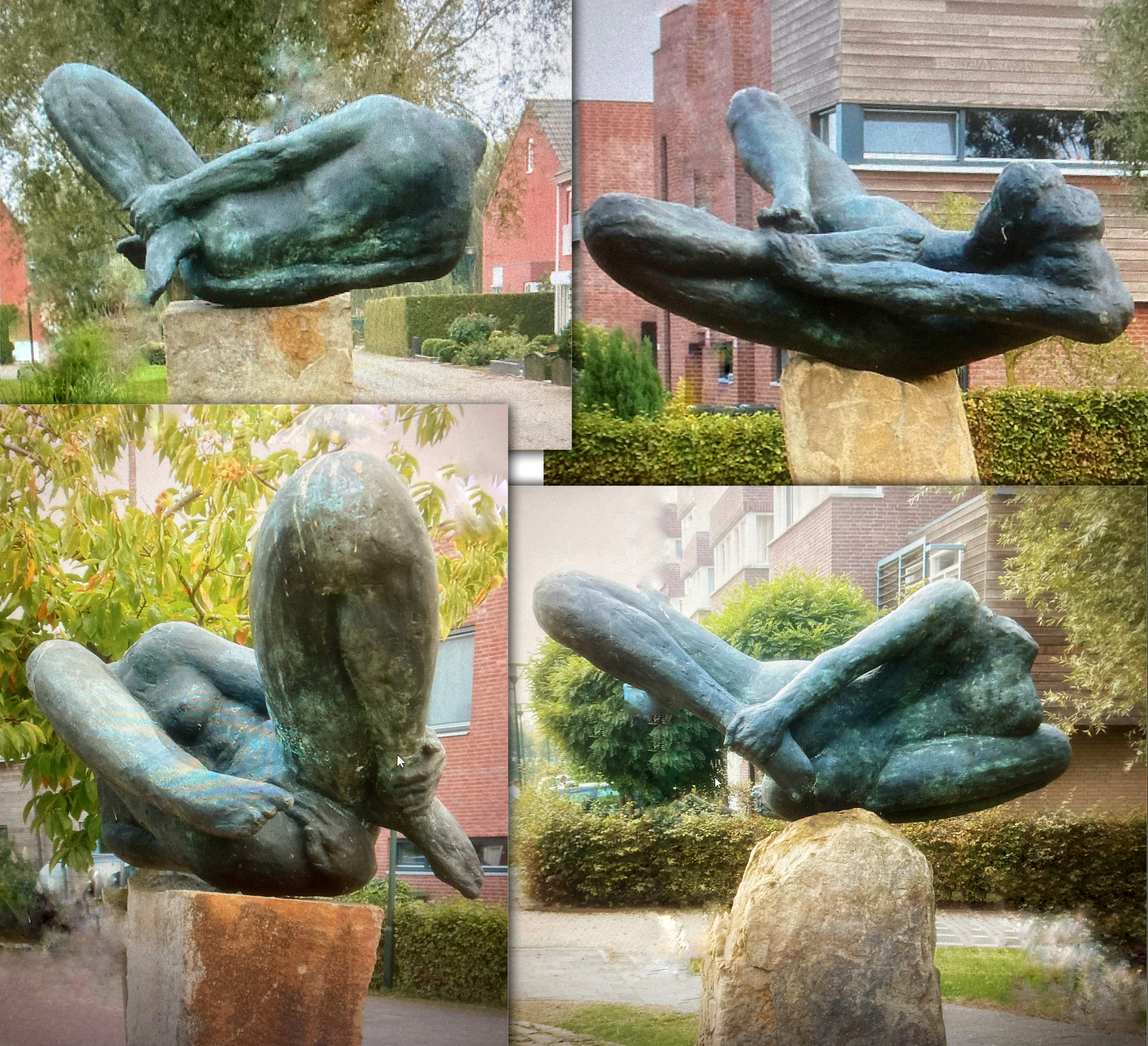
Splijtplaats der Winden (2002), Goirle
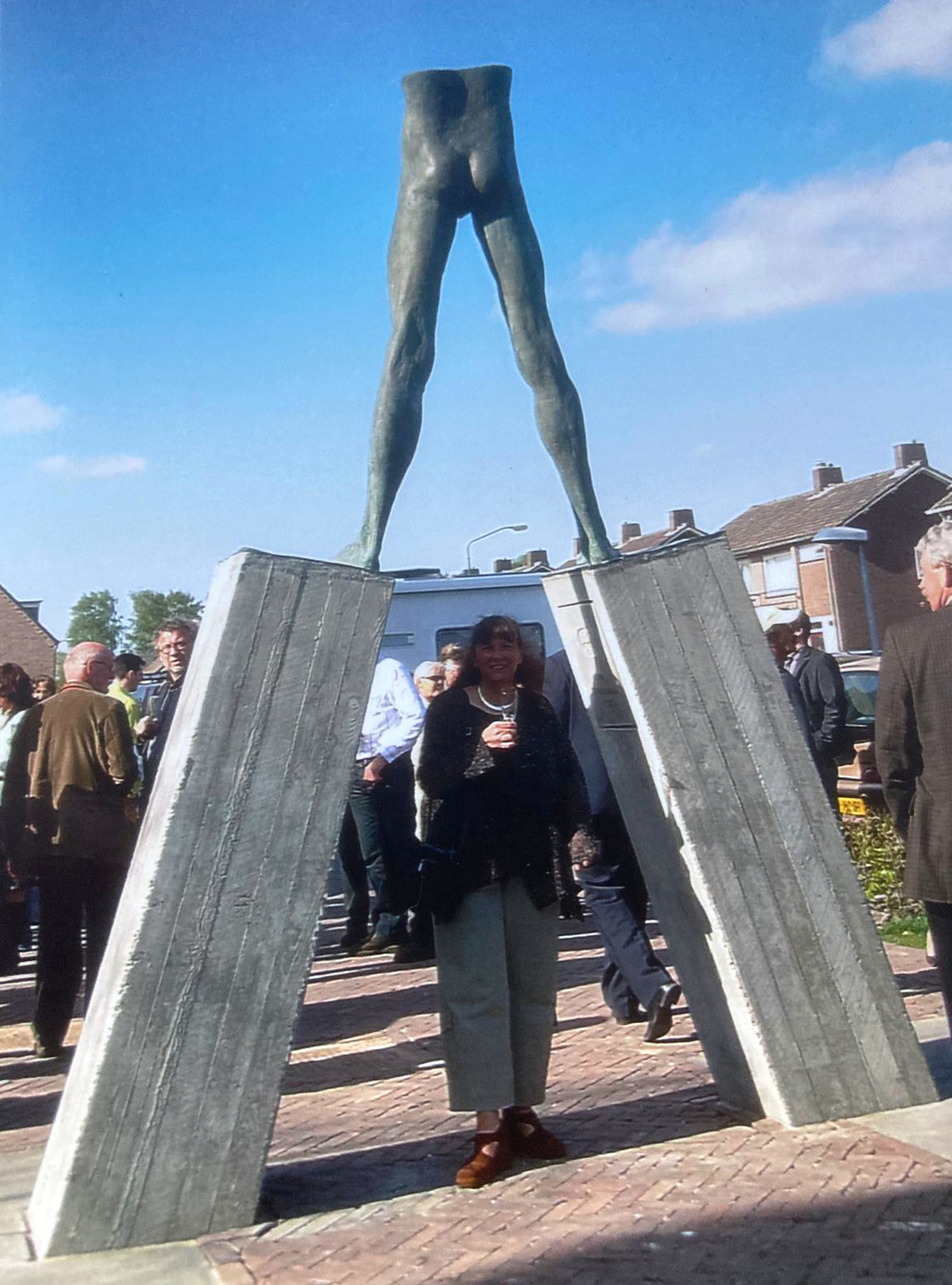
Poortwachter (2006), Hilvarenbeek
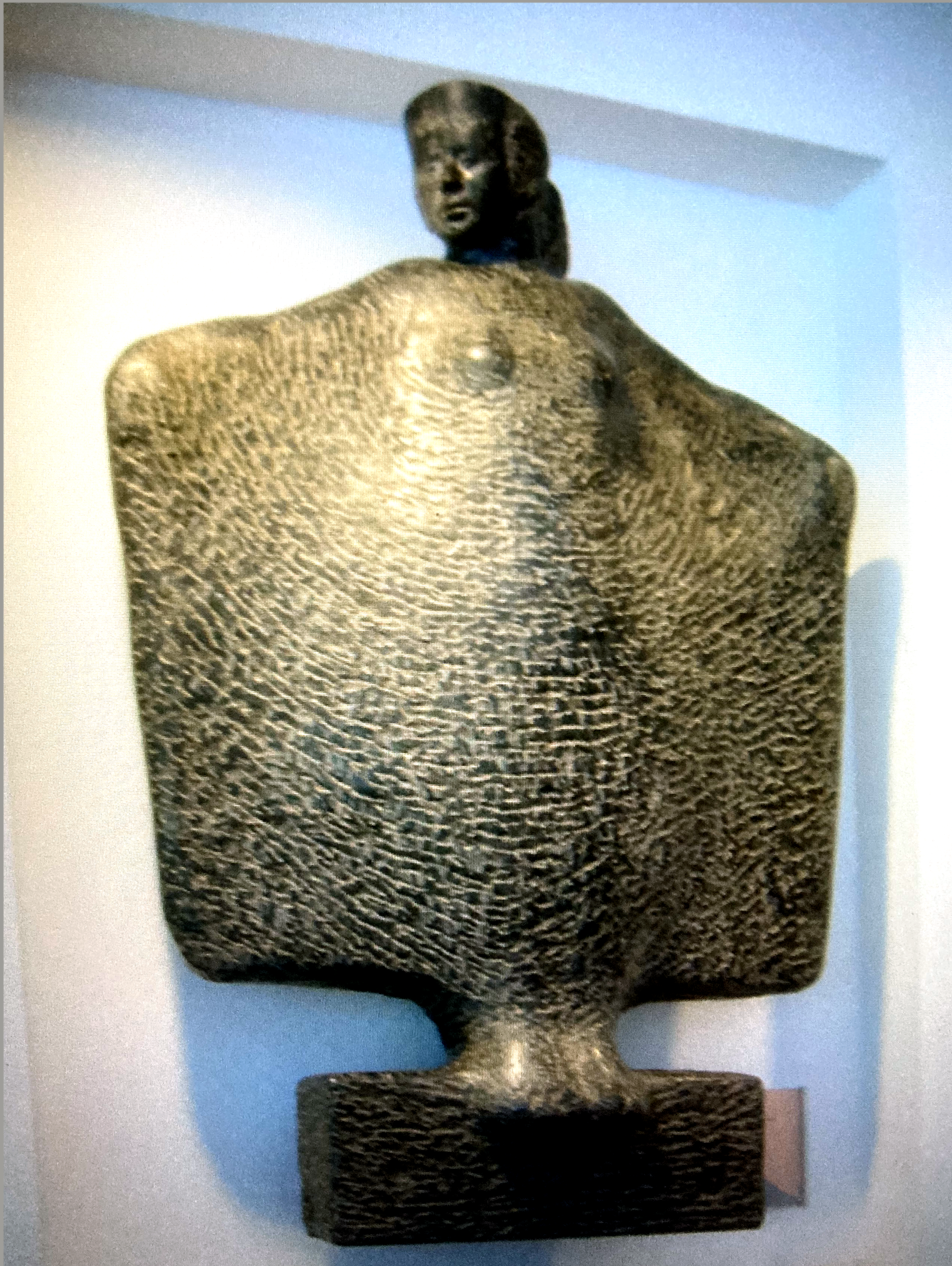
Koningin van de Hemel, Vught
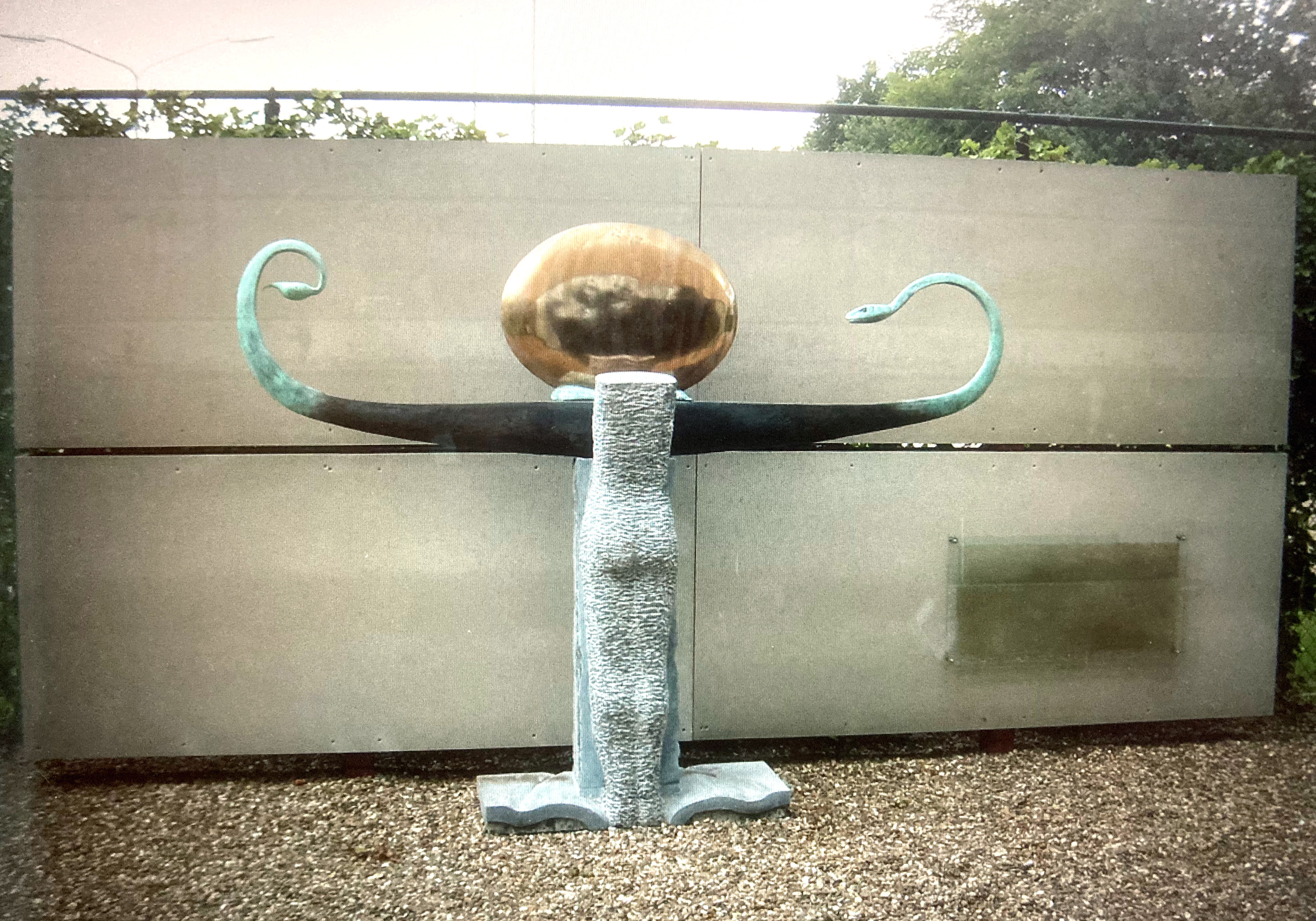
Horizon, Oisterwijk
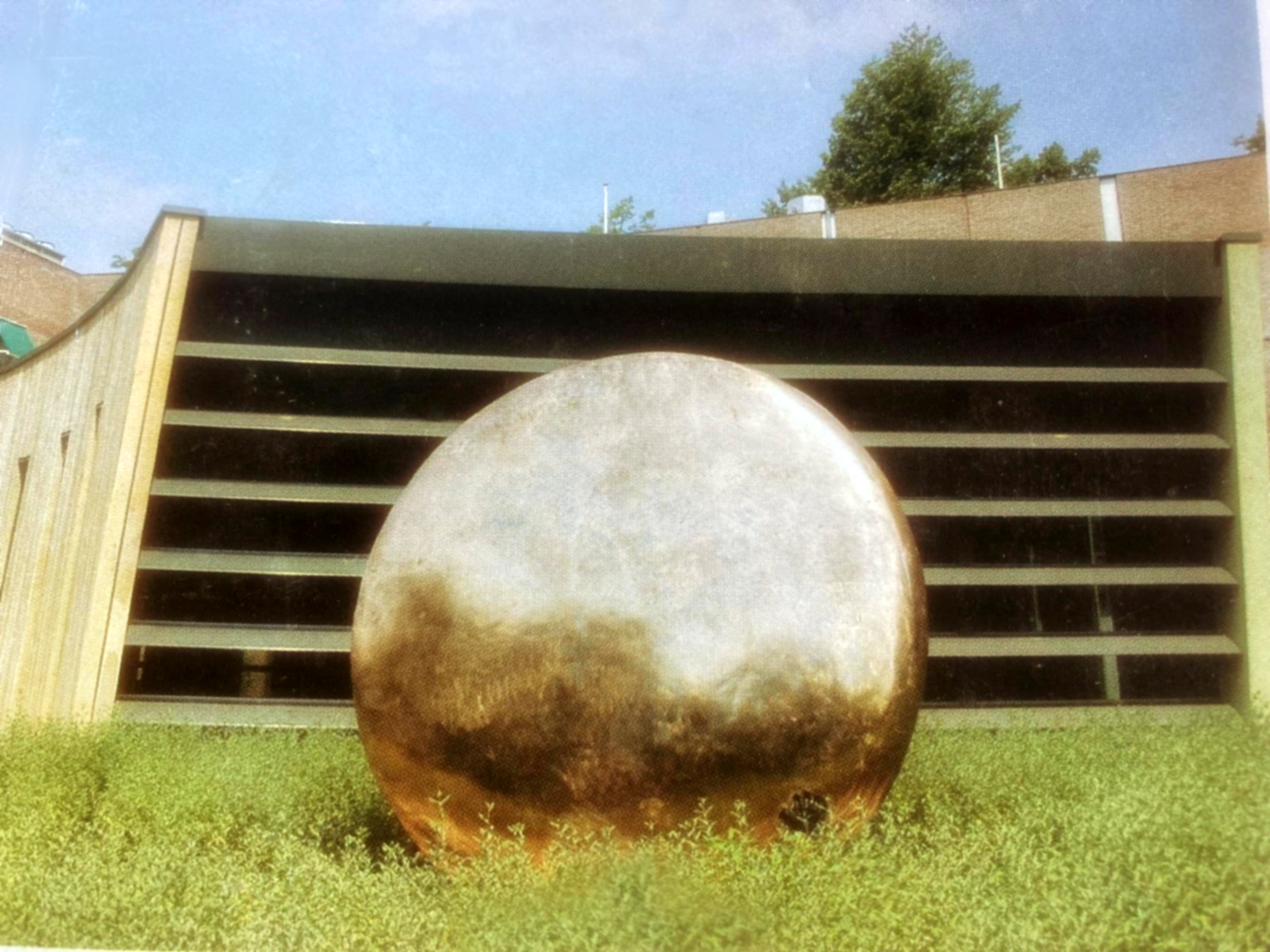
Zonneschijf, Oisterwijk
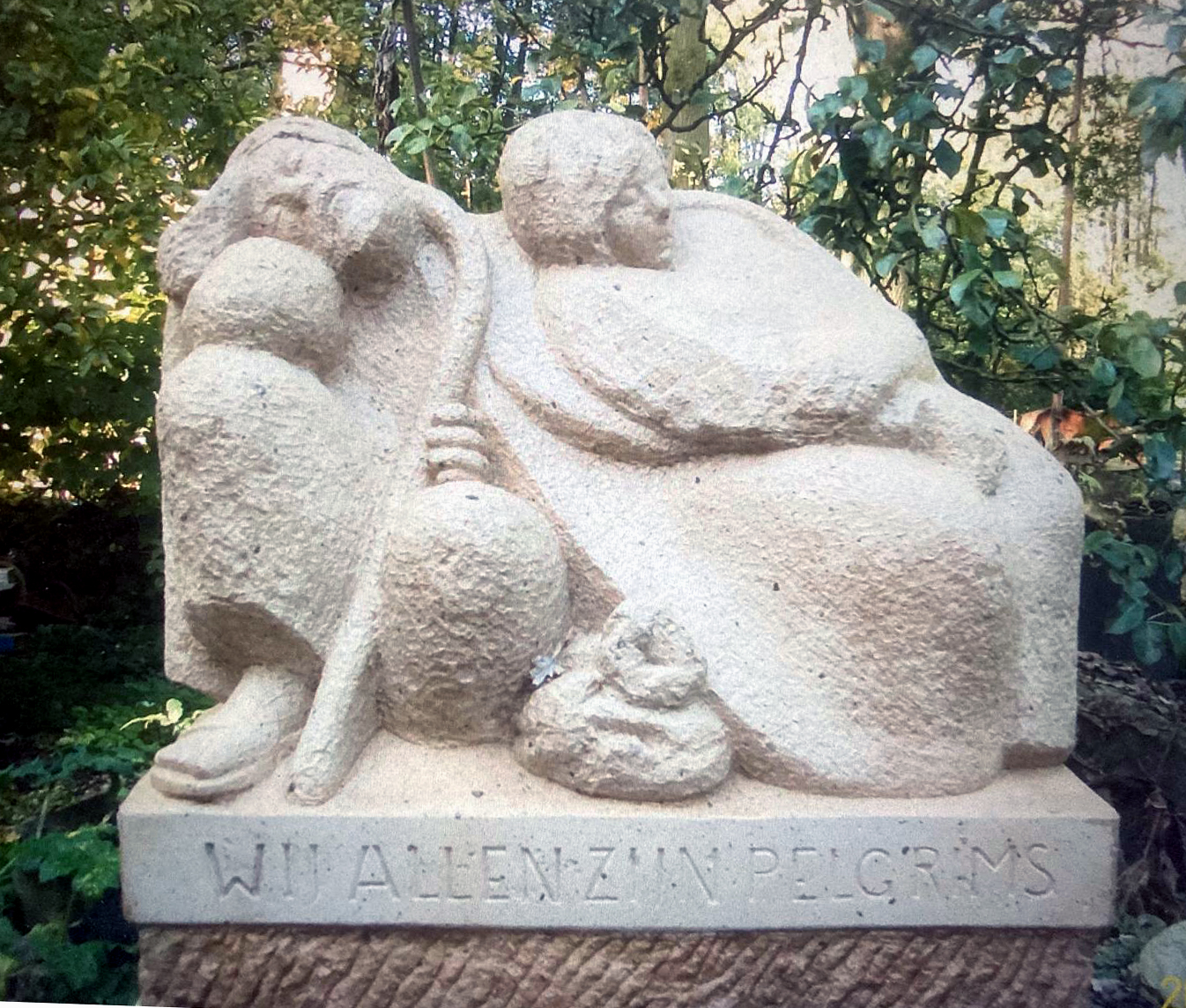
Grafmonument, Best
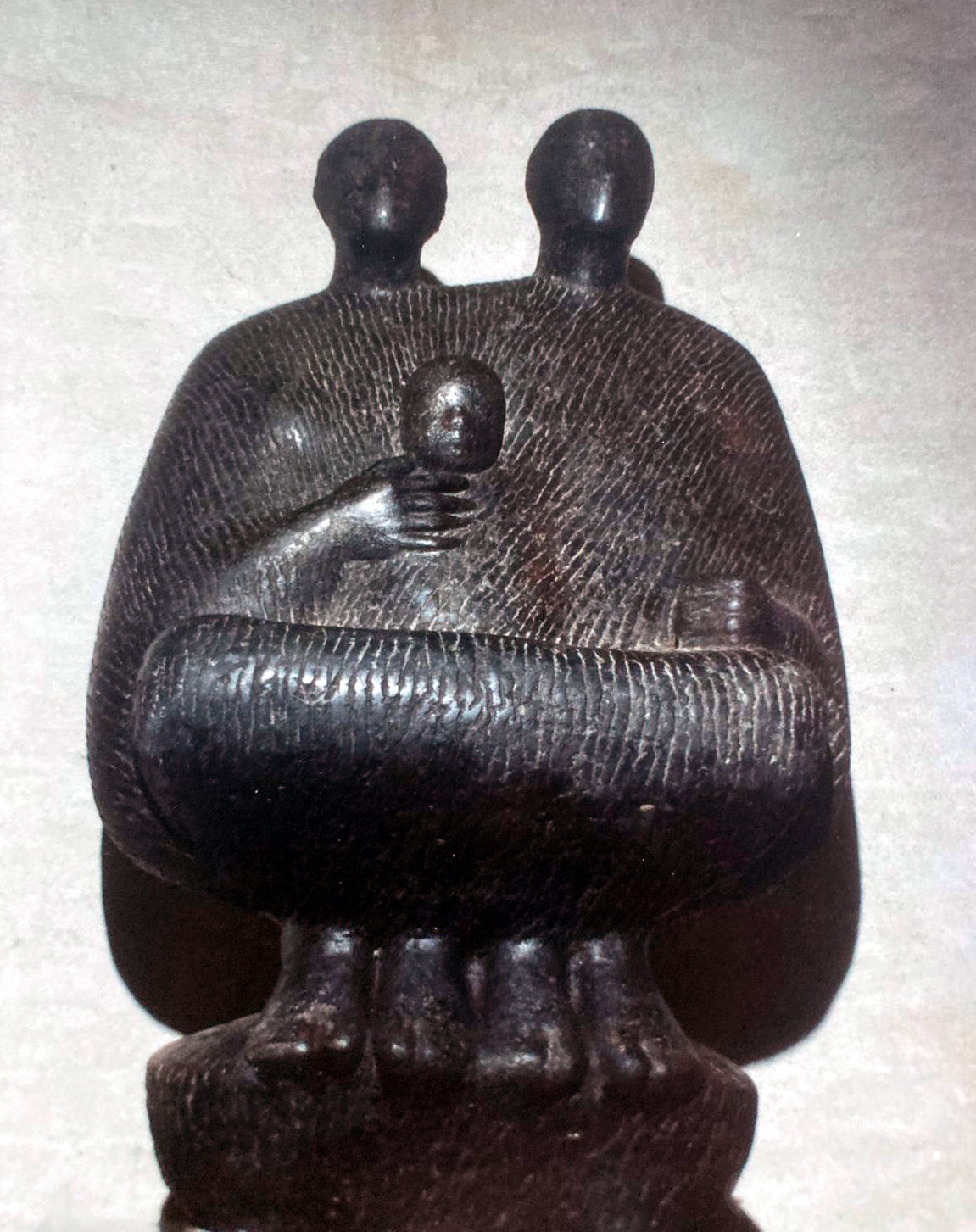
Familiegroep, Dar es Salaam

- RKD-Nederlands Instituut voor Kunstgeschiedenis: 77562